# Gregor Mühlberger
Gregor Mühlberger (ur. 4 kwietnia 1994 w Haidershofen) – austriacki kolarz szosowy.

## Osiągnięcia
Opracowano na podstawie:

2012
- 2. miejsce w mistrzostwach Austrii juniorów (start wspólny)
- 1. miejsce w klasyfikacji górskiej Oberösterreich Juniorenrundfahrt

2014
- 1. miejsce w prologu Istarsko Proljeće
- 1. miejsce w Trofeo Banca Popolare di Vicenza
- 1. miejsce w Karpackim Wyścigu Kurierów
  - 1. miejsce w klasyfikacji młodzieżowej
  - 1. miejsce na 3. etapie
- 2. miejsce w Oberösterreichrundfahrt
  - 1. miejsce na 3. etapie
- 2. miejsce w mistrzostwach Austrii (jazda indywidualna na czas)
- 1. miejsce w mistrzostwach Austrii U23 (start wspólny)
- 2. miejsce w mistrzostwach Austrii (start wspólny)

2015
- 1. miejsce w GP Slovenian Istria
- 2. miejsce w Giro del Belvedere
- 1. miejsce w Grand Prix Priessnitz spa
  - 1. miejsce w klasyfikacji punktowej
  - 1. miejsce na 2. etapie
- 1. miejsce w Raiffeisen Grand Prix
- 1. miejsce w Oberösterreichrundfahrt
  - 1. miejsce w klasyfikacji punktowej
  - 1. miejsce na 4. etapie

2016
- 2. miejsce w mistrzostwach Austrii (start wspólny)
- 2. miejsce w Rad am Ring

2017
- 1. miejsce w Rund um Köln
- 1. miejsce w mistrzostwach Austrii (start wspólny)

2018
- 2. miejsce w Trofeo Lloseta-Andratx
- 1. miejsce na 6. etapie BinckBank Tour

2019
- 3. miejsce w mistrzostwach Austrii (start wspólny)

2020
- 3. miejsce w Trofeo Serra de Tramuntana
- 2. miejsce w Trofeo Pollença
- 1. miejsce w Sibiu Cycling Tour
  - 1. miejsce w klasyfikacji górskiej
  - 1. miejsce w klasyfikacji punktowej
  - 1. miejsce na etapach 1. i 3a

2023
- 1. miejsce na 4. etapie Tour of the Alps

## Rankingi
| Rok             | 2014 | 2015 | 2016 | 2017 | 2018 | 2019 | 2020 | 2021  | 2022 | 2023 | 2024 |
| --------------- | ---- | ---- | ---- | ---- | ---- | ---- | ---- | ----- | ---- | ---- | ---- |
| UCI World Tour  |      |      | -    | 269. | 123. |      |      |       |      |      |      |
| World Ranking   |      |      | 494. | 222. | 192. | 383. | 115. | 1151. | 838. | 328. | 273. |
| UCI Europe Tour | 31.  | 28.  | 278. | 120. | 324. | 305. | 96.  | 852.  | 624. | -    | -    |
| UCI Asia Tour   | 273. | -    | -    | -    | -    |      |      |       |      |      |      |
|                 |      |      |      |      |      |      |      |       |      |      |      |
| Źródło: UCI     |      |      |      |      |      |      |      |       |      |      |      |